# Hans Brusgaard
Hans Brusgaard (1921 – 1997) var skoleinspektør, byrådmedlem og rådmand i Aalborg Kommune, repræsentant for Det Konservative Folkeparti. Brusgaard blev første gang valgt til byrådet i den daværende Aalborg Købstadskommune i 1962, og blev frem mod kommunalvalget i 1966 valgt som partiets spidskandidat. Efter valget blev han viceborgmester.
I den nye storkommune fra 1970 blev Brusgaard en central skikkelse i aalborgensisk kommunalpolitik, herunder som rådmand for det tekniske område igennem 16 år fra 1970-1986.
Brusgaard blev i 1990 udnævnt til æresmedlem af Det Konservative Folkeparti i Aalborg.